# Invencions i simfonies
Les Invencions i Simfonies, BWV 772-801, també conegudes com a Invencions a dues i tres veus, són una col·lecció de trenta composicions breus per a teclat de Johann Sebastian Bach. Comprenen quinze invencions (BWV 772-786), amb estructura contrapuntística a dues veus, i quinze simfonies (BWV 787-801), amb estructura contrapuntística a tres veus. Originalment, Bach va compondre aquestes petites peces com exercicis per enriquir l'educació musical dels seus alumnes. En elles, explotà diversos procediments tècnics, com la fuga i el cànon. Així mateix, utilitzà formes d'escriptura en les que recorre al cromatisme, els pedals harmònics, els principis del baix continu i les diverses formes d'ornamentar un tema.

## Característiques
Sobre un dels manuscrits autògrafs de les invencions, Bach va descriure el propòsit de l'obra:
| « | Una honesta guia que ensenyarà als que estimen el clavecí, i especialment a aquells que volen instruir-se en ell, un mètode senzill per arribar a tocar netament a dues veus i, després d'haver progressat, executar correctament les tres parts obligades. Al seu torn, aprendran no només a crear noves idees sinó també com desenvolupar-les, i sobretot, a aconseguir un estil cantabile mentre obtenen una bona mostra de composició. | » |

Les quinze invencions i simfonies estan classificades seguint l'ordre cromàtic de l'escala, començant pel do major i fins al si menor. Per raons d'ordre pedagògic, Bach evità les tonalitats difícils i s'atengué a les més utilitzades en la seva època:
| 1. Do major 2. Do menor 3. Re major 4. Re menor 5. Mi bemoll major | 6. Mi major 7. Mi menor 8. Fa major 9. Fa menor 10. Sol major | 11. Sol menor 12. La major 13. La menor 14. Si bemoll major 15. Si menor |

Mentre que les invencions es van compondre a Köthen, probablement Bach no va acabar les simfonies fins al començament del seu període de Leipzig. El 1717, Bach va ser contractat com a Mestre de capella pel príncep Leopold d'Anhalt-Köthen. Allà va passar sis anys que es consideren dels millors de la seva carrera, on va compondre principalment música profana. L'1 de juny del 1723 s'instal·là oficialment al servei de l'església de Sant Tomàs de Leipzig, en el seu nou càrrec de cantor, on residiria fins a la seva mort.

## Audició
| Tonalitat       | Invenció | Invenció | Simfonia                                                       | Simfonia                                                       |
| --------------- | --- | --- | -------------------------------------------------------------- | -------------------------------------------------------------- |
| Do major        | Núm. 1, BWV 772 | Núm. 1, BWV 772 (?·pàg.) | Núm. 1, BWV 787                                                | Núm. 1, BWV 787 ·                                              |
| Do menor        | Núm. 2, BWV 773 | Núm. 2, BWV 773 (?·pàg.) | Núm. 2, BWV 788                                                | Núm. 2, BWV 788 ·                                              |
| Re major        | Núm. 3, BWV 774 | Núm. 3, BWV 774 (?·pàg.) | Núm. 3, BWV 789                                                | Núm. 3, BWV 789 ·                                              |
| Re menor        | Núm. 4, BWV 775 | Núm. 4, BWV 775 (?·pàg.) | Núm. 4, BWV 790                                                | Núm. 4, BWV 790 ·                                              |
| Mi bemoll major | Núm. 5, BWV 776 | Núm. 5, BWV 776 (?·pàg.) | Núm. 5, BWV 791                                                | Núm. 5, BWV 791 ·                                              |
| Mi major        | Núm. 6, BWV 777 | Núm. 6, BWV 777 (?·pàg.) | Núm. 6, BWV 792                                                | Núm. 6, BWV 792 ·                                              |
| Mi menor        | Núm. 7, BWV 778 | Núm. 7, BWV 778 (?·pàg.) | Núm. 7, BWV 793                                                | Núm. 7, BWV 793 ·                                              |
| Fa major        | Núm. 8, BWV 779 | Núm. 8, BWV 779 (?·pàg.) | Núm. 8, BWV 794                                                | Núm. 8, BWV 794 ·                                              |
| Fa menor        | Núm. 9, BWV 780 | Núm. 9, BWV 780 (?·pàg.) | Núm. 9, BWV 795                                                | Núm. 9, BWV 795 ·                                              |
| Sol major       | Núm. 10, BWV 781 | Núm. 10, BWV 781 (?·pàg.) | Núm. 10, BWV 796                                               | Núm. 10, BWV 796 ·                                             |
| Sol menor       | Núm. 11, BWV 782 | Núm. 11, BWV 782 (?·pàg.) | Núm. 11, BWV 797                                               | Núm. 11, BWV 797 ·                                             |
| La major        | Núm. 12, BWV 783 | Núm. 12, BWV 783 (?·pàg.) | Núm. 12, BWV 798                                               | Núm. 12, BWV 798 ·                                             |
| La menor        | Núm. 13, BWV 784 | Núm. 13, BWV 784 (?·pàg.) | Núm. 13, BWV 799                                               | Núm. 13, BWV 799 ·                                             |
| Si bemoll major | Núm. 14, BWV 785 | Núm. 14, BWV 785 (?·pàg.) | Núm. 14, BWV 800                                               | Núm. 14, BWV 800 ·                                             |
| Si menor        | Núm. 15, BWV 786 | Núm. 15, BWV 786 (?·pàg.) | Núm. 15, BWV 801                                               | Núm. 15, BWV 801 ·                                             |
|                 | Per escoltar els fitxers MIDI (Invencions), cliqueu en el seu títol; Per a informació sobre els fitxers MIDI, cliqueu en la icona de l'altaveu. | Per escoltar els fitxers MIDI (Invencions), cliqueu en el seu títol; Per a informació sobre els fitxers MIDI, cliqueu en la icona de l'altaveu. | Totes les simfonies estan interpretades per Randolph Hokanson. | Totes les simfonies estan interpretades per Randolph Hokanson. |